# Sillpark
Der Sillpark ist ein Einkaufszentrum im Innsbrucker Stadtteil Dreiheiligen und das größte innerstädtische Handelszentrum der Stadt. Das Einkaufszentrum wird häufig auch als Veranstaltungsort diverser Events genutzt. Als Betreiber und Entwickler des Sillparks fungiert die SES Spar European Shopping Centers GmbH.

## Daten und Fakten
- Eröffnungsjahr 1990, Erweiterung 2007, Umbau ab April 2025
- Über 60 Einkaufsläden und Gastronomiebetriebe[2]
- Magnetbetriebe: Peek & Cloppenburg, Primark, ONLY, Interspar, McDonald’s, Starbucks
- Gastronomie: McDonald’s mit McCafé, Café Cappuccino, Hörtnagl, Starbucks, und Wang Fu – Asian Food[3]
- eigener Betriebskindergarten
- Parkplätze: 730 Tiefgaragenparkplätze[4] auf 3 Ebenen sowie 460 Radabstellplätze (inkl. E-Fahrradtankstelle)

## Geschichte

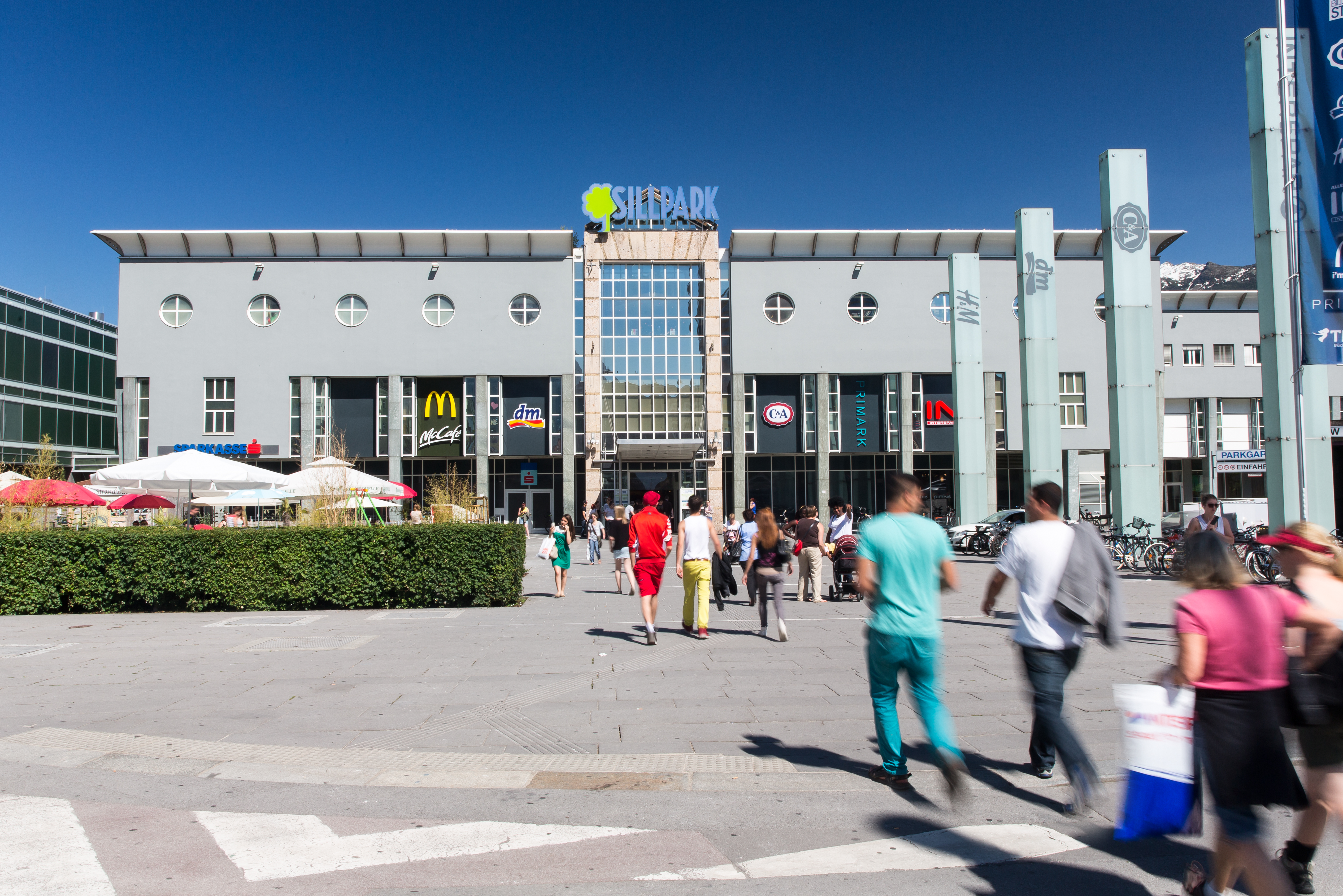
SILLPARK Shopping Center

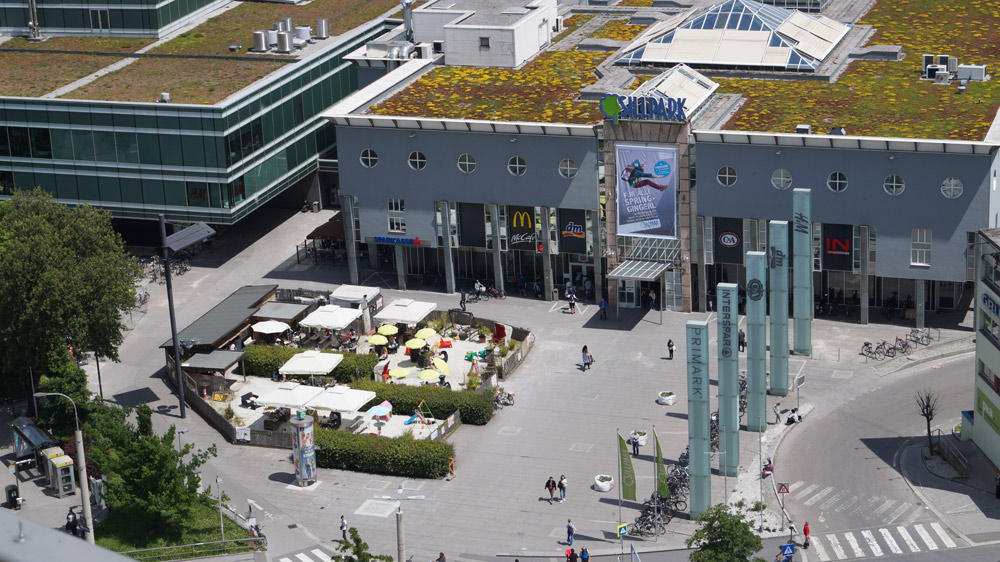
SILLPARK Shopping Center

Das Einkaufszentrum wurde von ATP architekten ingenieure auf dem Areal der ehemaligen Textilfabrik Rhomberg geplant und im Jahre 1990 eröffnet. Das Einkaufszentrum war damals das größte Hochbauvorhaben in der Stadt. Es liegt in der Nähe des Hauptbahnhofs. 
Seinen Namen leitet es aus seiner Umgebung her, da das Einkaufszentrum an eine Parkanlage grenzt; es liegt an der Sill, einem Fluss, der es durch ein hauseigenes Kraftwerk mit Strom versorgt. Mit dieser umweltfreundlichen Form der Energiegewinnung produziert das Center über 4 Millionen kWh pro Jahr für dein Eigenverbrauch und die Einspeisung in das öffentliche Stromnetz.
Im Jahr 2007 wurde der Sillpark durch einen Erweiterungsbau wesentlich vergrößert. Mit seinen heute über 60 Shops und mehr als 700 Beschäftigten ist er einer der größten Arbeitsplätze in der Region. 2012 wurde die erste Primark-Filiale in Österreich im Sillpark Innsbruck eröffnet.
2014/15 wurde das Einkaufszentrum bei laufendem Betrieb generalsaniert. 2019/20 wurde die Tiefgarage modernisiert. 2025 wird das Einkaufszentrum bei laufendem Betrieb umgebaut.

## Veranstaltungen
Über das Jahr verteilt finden im Einkaufszentrum regelmäßige Veranstaltungen in den Bereichen Kinderevents, Schulevents und Fashion Shows statt.

## Serviceeinrichtungen
Das Einkaufszentrum verfügt über zahlreiche Serviceeinrichtungen:
Mobilität
- Tiefgarage mit 90 Min. gratis parken während des Einkaufs
- Fahrrad-Servicestation
- E-Bike-Tankstelle
- Stadtrad-Station
- 400 Fahrradabstellplätze
- IVB Haltestellen
- Taxi

Kinder u. Familien
- Kunden-Kinderbetreuung im „Kinderparadies“
- Betriebskindergarten und -kinderkrippe für Mitarbeiter
- Kasperltheater und Märchenstunde
- Mutter Eltern Beratung

Sonstiges
- Kostenloses W-LAN in der Gastronomie
- Bankomaten
- Kundentresore
- Kundentelefon
- Schlüsseldienst
- Textilreinigung
- Teleplanet mit Postpartnerschaft und Briefkasten
- Änderungsschneiderei
- Friseur
- Schließfächer
- Kundenlift
- Defibrillator
- WCs & behindertengerechte WCs
- 3 Still- und Wickelräume

Besucher Service
- Leih-Buggys
- Leih-Rollstühle
- Gratis Zeitungen
- Leih-Regenschirme
- Handy Ladestation
- SILLPARK Zehner Gutscheine

## Auszeichnungen
- Tirolissimo 2007
- ICSC Solal Marketing Award 2010[9]
- Tirolissimo 2012